# 伊東壮
伊東 壮（伊東 壯、いとう たけし、1929年10月5日 - 2000年3月3日）は、日本の経済学者、平和運動家。山梨大学学長、日本原水爆被害者団体協議会代表委員、東京都原爆被害者団体協議会会長等を歴任した。

## 経歴
広島市に生まれる。旧制県立広島一中3年の時に被爆。1959年、一橋大学大学院経済学研究科修了。大川一司ゼミ出身。
都立高校教諭を経て1965年より山梨大学の教員をつとめた。山梨大学教育学部長、山梨大学学長（1992-98年）のほか、日本原水爆被害者団体協議会（日本被団協）代表委員（1981-2000年）、東京都原爆被害者団体協議会（東友会）会長、大規模小売店舗審議会特別委員（通商産業省）などを歴任した。
1958年、東京都国立において被爆者の会の結成に関わり、以降、核兵器の廃絶と国家補償に基づく被爆者援護法の制定をめざす活動を行った。1988年、国連本部において開かれた第3回国連軍縮特別総会のNGOデーで演説し「被爆者が生きている間に核兵器廃絶を」と訴えた。1995年にはハーグ（オランダ）の国際司法裁判所で核兵器使用の国際人道法違反が審議された際に、その違法性を訴えた。また、石田忠（一橋大学名誉教授）及び石田門下の濱谷正晴（一橋大学名誉教授）らとともに社会学の視点から原爆被害の実相について調査・分析を行い、原爆が体・暮らし・心の「トータルな崩壊」を被爆者にもたらしたことを指摘し、原爆体験の思想化に影響を与えた。経済学の分野では経済政策・地域経済学を専攻し、おもに山梨の地域経済に関する統計的分析をおこない、論文や調査報告を著している。
孫の伊東慧(en:Kei Ito)は現在アメリカにて芸術家として現代社会が抱える核問題、そしてその歴史と記憶をテーマに作品を発表している。

## 主要な著書
- 『1945年8月6日 - ヒロシマは語りつづける』1979年（1989年新版） 岩波書店
- 『原爆被爆者の半世紀』1988年 岩波書店
- 『核はほんとうに安全か? - 原子力の歴史と未来を考える』1990年 ポプラ社
- 『核の時代をどういきるか』1991年(編著）ポプラ社
- 『ヒロシマ・ナガサキから世界と未来へ』1985年 勁草書房
- 『被爆の思想と運動 - 被爆者援護法のために』1975年 新評論
- 『転職のすすめ - 職業における才能と環境』1963年 大和書房
- 『環境と経済』1984年
- 『大正文化』1965年/1987年（新装版）（南博らと共著） 勁草書房
- 『地球環境と人間社会』1993年（共著）山梨日日新聞社
- 『空気をきれいにするためにできること』1994年（監修）ポプラ社
- 『山梨県の経済』1995年（編著）（財）山梨21世紀産業開発機構